# Cramchaban
Cramchaban är en kommun i departementet Charente-Maritime i regionen Nouvelle-Aquitaine i västra Frankrike. Kommunen ligger  i kantonen Courçon som ligger i arrondissementet La Rochelle. År 2022 hade Cramchaban 648 invånare.

## Befolkningsutveckling
Antalet invånare i kommunen Cramchaban
Referens:INSEE